# Bispo de Chester
O Bispo de Chester é o Ordinário da Igreja Anglicana da Diocese de Chester, na Província de Iorque.
A diocese se expande pela maior parte das fronteiras históricas do condado de Cheshire, incluindo a Península de Wirral e tem sua vista na cidade de Chester, onde a sede está localizada na Igreja Catedral de Cristo e na Santíssima Virgem Maria, que anteriormente era a Abadia Beneditina de Saint Werburgh, sendo elevado ao status de catedral em 1541. A residência do bispo é a casa do bispo, Chester.
Cheshire já ocupou um bispado de 1072 quando a cátedra estava na igreja colegiada de São João Batista até 1102. A diocese atual foi formada em 1541 sob o Rei Henrique VIII. A eleição de Mark Tanner como bispo de Chester foi confirmada em 15 de julho de 2020.

## Tempos anteriores
Chester, em vários períodos de sua história, tinha um bispo e uma catedral, embora até o início do século XVI apenas de forma intermitente. Mesmo antes da conquista normanda, o título de bispo de Chester é encontrado em documentos aplicados a prelados que seriam mais corretamente descritos como Bispo de Mércia ou mesmo Bispo de Lichfield. Depois que o Conselho de Londres, em 1075, decretou a transferência de todas as sedes episcopais para as cidades, Peter, bispo de Lichfield, retirou seu assento de Lichfield para Chester e ficou conhecido como Bispo de Chester. Lá, ele escolheu como Igreja Colegiada da Catedral de São João Batista, um arranjo que continuou até 1102.
O bispo seguinte, no entanto, transferiu a sede para Coventry por conta do rico mosteiro de lá, embora ele mantivesse o palácio episcopal de Chester. A diocese de Coventry e Lichfield foi de enorme extensão, e provavelmente se achou conveniente ter algo análogo a uma catedral de Chester, mesmo que a catedral estivesse em outro lugar; consequentemente, descobrimos que a igreja de São João se classificou como catedral por um tempo considerável, e teve seu próprio reitor e capítulo de cânones seculares até a época da Reforma. Mas o principal fundamento eclesiástico de Chester era o mosteiro beneditino de St. Werburgh, cuja grande igreja finalmente se tornou a Catedral da Igreja de Cristo e a Bem-Aventurada Virgem Maria. O local havia sido ocupado mesmo durante o período cristão da ocupação romana por uma igreja dedicada a SS. Peter e Paul, e rededicado a St Werburgh e St Oswald durante o período saxão. A igreja foi servida por um pequeno capítulo de cânones seculares até 1093, quando Hugh, Conde de Chester, a converteu em um grande mosteiro beneditino, com a cooperação de Santo Anselmo, então prior de Bec, que enviou Richard, um de seus monges, para ser o primeiro abade. Uma nova igreja normanda foi construída por ele e seus sucessores.
Este mosteiro, apesar de sofrer perda de propriedade tanto pelas depredações dos galeses quanto pelas invasões do mar, prosperou e, nos séculos XIII, XIV e XV, os monges transformaram sua igreja normanda em um edifício gótico.

## Período Tudor
O último dos abades de Chester foi John, ou Thomas, Clark, que renunciou à sua abadia, no valor de 1.003 5s. 11d. por ano, ao rei na época da dissolução dos mosteiros.
Em 1541, Henrique VIII, sem sanção papal, criou seis novas sedes episcopais, uma das quais era Chester. A Arquidiocese de Chester, da diocese de Coventry e Lichfield, e a de Richmond, de York, foram combinadas para formar a nova sede, e foi estabelecido que a igreja da abadia, agora a catedral, seria servida por um reitor e seis pré-curvas, o ex-abade se tornando o primeiro reitor. A princípio, a diocese foi anexada à Província de Canterbury, mas por outro Ato do Parlamento logo foi transferida para a de York. O primeiro bispo foi o provincial dos Carmelitas, John Bird, um médico da divindade que atraiu a atenção do rei por seus sermões pregados contra a supremacia do papa. Tendo sido recompensado com a nomeação de Bispo de Bangor, ele foi traduzido para Chester. Com a adesão de Maria, ele foi privado de homem casado e morreu como vigário de Dunmow em 1556.
Apesar das origens da diocese, foi reconhecida pela Sé Romana pelo espaço do reinado da rainha Maria. George Cotes, mestre em Balliol e membro do Magdalen College, Oxford, e professor de teologia, foi nomeado bispo pela Sé Romana. Em 1556, ele foi sucedido por Cuthbert Scott, um teólogo capaz e vice-chanceler da Universidade de Cambridge. Com a adesão de Elizabeth I, ele foi um dos quatro bispos católicos romanos escolhidos para defender a doutrina católica romana na conferência em Westminster, e imediatamente depois disso foi enviado à Torre e foi privado em 1559. Sendo libertado sob fiança, ele conseguiu escapar para o continente. Ele morreu em Louvain, em 9 de outubro de 1564.

## Séculos subsequentes
A diocese atual abrange a maior parte do condado tradicional de Cheshire, incluindo a Península de Wirral e tem sua vista na cidade de Chester, onde a sede está localizada na Igreja Catedral de Cristo e na Bem-Aventurada Virgem Maria, que anteriormente era a Abadia Beneditina de Saint Werburgh, sendo elevado ao status de catedral em 1541.

## Lista de bispos
Lista de bispos de Chester após a fundação da moderna Diocese de Chester em 1541. Anteriormente, a Diocese de Midland já esteve em Chester por um tempo, para ver a Lista dos Bispos da Diocese de Lichfield e seus escritórios precursores.
| Bispos de Chester | Bispos de Chester | Bispos de Chester                                        | Bispos de Chester                                                                                         |
| Início            | Final             | Titular                                                  | Notas |
| ----------------- | ----------------- | -------------------------------------------------------- | --- |
| 1541              | 1554              | John Bird                                                | Transladado de Bangor; destituído por Maria I.                                                            |
| 1554              | 1555              | George Cotes                                             | Morto em exercício.                                                                                       |
| 1556              | 1559              | Cuthbert Scott                                           | Destituído por Elizabeth I.                                                                               |
| 1561              | 1577              | William Downham                                          | Morto em exercício.                                                                                       |
| 1579              | 1595              | William Chaderton                                        | Transladado paraLincoln.                                                                                  |
| 1595              | 1596              | Hugh Bellot                                              | Transladado de Bangor; morto em exercício.                                                                |
| 1597              | 1604              | Richard Vaughan                                          | Transladado de Bangor; transladado para Londres.                                                          |
| 1604              | 1615              | George Lloyd                                             | Transladado de Sodor and Man; morto em exercício.                                                         |
| 1616              | 1619              | Thomas Morton                                            | Transladado para Lichfield and Coventry e depois para Durham.                                             |
| 1619              | 1646              | John Bridgeman                                           | Exonerado quando a episcopia inglesa foi abolida pelo Parlamento em 9 de outubro de 1646. Morreu em 1652. |
| 1646              | 1660              | A sede foi abolida durante a Comunidade e o Protetorado. | A sede foi abolida durante a Comunidade e o Protetorado.                                                  |
| 1660              | 1661              | Brian Walton                                             | Morto em exercício.                                                                                       |
| 1662              | 1662              | Henry Ferne                                              | Morto logo após a consagração.                                                                            |
| 1662              | 1668              | George Hall                                              | Também Arquidiácono de Cantuária; morto em exercício.                                                     |
| 1668              | 1672              | John Wilkins                                             | Morto em exercício.                                                                                       |
| 1673              | 1686              | John Pearson                                             | Morto em exercício.                                                                                       |
| 1686              | 1689              | Thomas Cartwright                                        | Morto em exercício.                                                                                       |
| 1689              | 1707              | Nicholas Stratford                                       | Morto em exercício.                                                                                       |
| 1708              | 1714              | Sir William Dawes                                        | Transladado para York.                                                                                    |
| 1714              | 1725              | Francis Gastrell                                         | Morto em exercício.                                                                                       |
| 1726              | 1752              | Samuel Peploe                                            | Morto em exercício.                                                                                       |
| 1752              | 1771              | Edmund Keene                                             | Transladado para Ely.                                                                                     |
| 1771              | 1776              | William Markham                                          | Transladado para York.                                                                                    |
| 1776              | 1787              | Beilby Porteus                                           | Transladado para Londres.                                                                                 |
| 1788              | 1800              | William Cleaver                                          | Transladado para Bangor, depois para St Asaph.                                                            |
| 1800              | 1809              | Henry Majendie                                           | Transladado para Bangor.                                                                                  |
| 1810              | 1812              | Bowyer Sparke                                            | Transladado para Ely.                                                                                     |
| 1812              | 1824              | George Henry Law                                         | Transladado para Bath and Wells.                                                                          |
| 1824              | 1828              | Charles James Blomfield                                  | Transladado para Londres.                                                                                 |
| 1828              | 1848              | John Bird Sumner                                         | Transladado para Canterbury.                                                                              |
| 1848              | 1865              | John Graham                                              | Morto em exercício.                                                                                       |
| 1865              | 1884              | William Jacobson                                         | Aposentado.                                                                                               |
| 1884              | 1889              | William Stubbs                                           | Transladado para Oxford.                                                                                  |
| 1889              | 1919              | Francis Jayne                                            | Aposentado.                                                                                               |
| 1919              | 1932              | Luke Paget                                               | Transladado de Stepney.                                                                                   |
| 1932              | 1939              | Geoffrey Fisher                                          | Transladado para Londres, depoisCanterbury.                                                               |
| 1939              | 1955              | Douglas Crick                                            | Transladado de Stafford.                                                                                  |
| 1955              | 1973              | Gerald Ellison                                           | Transladado de Willesden; transladado para Londres.                                                       |
| 1974              | 1981              | Victor Whitsey                                           | Transladado de Hertford.                                                                                  |
| 1982              | 1996              | Michael Baughen                                          | Aposentado paraLondres e Southwark; agora bispo assistente honorário em Guildford.                        |
| 1996              | 2019              | Peter Forster                                            | Aposentado em 30 de setembro de 2019.                                                                     |
| 2019              | 2020              | Keith Sinclair, Bispo de Birkenhead                      | Bispo diocesano em exercício                                                                              |
| 2020              | presente          | Mark Tanner                                              | Transladado de Berwick 15 de julho de 2020.                                                               |
| Fontes:           |                   |                                                          | |